# Saint-Martin-de-Sanzay
Saint-Martin-de-Sanzay – miejscowość i gmina we Francji, w regionie Nowa Akwitania, w departamencie Deux-Sèvres.
Według danych na rok 1990 gminę zamieszkiwały 834 osoby, a gęstość zaludnienia wynosiła 34 osób/km² (wśród 1467 gmin regionu Poitou-Charentes Saint-Martin-de-Sanzay plasuje się na 366. miejscu pod względem liczby ludności, natomiast pod względem powierzchni na miejscu 268.).